# 圣昂迪奥勒
圣昂迪奥勒（法語：Saint-Andiol，法語發音：[sɛ̃.t‿ɑ̃djɔl]）是法国罗讷河口省的一个市镇，属于阿尔勒区。

## 地理
圣昂迪奥勒（43°50'8"N, 4°56'41"E）面积16 平方千米，位于法国普罗旺斯-阿尔卑斯-蓝色海岸大区罗讷河口省，该省份为法国东南部沿海省份，北起沃克吕兹省，西接加尔省，南濒地中海，东临瓦尔省。
与圣昂迪奥勒接壤的市镇（或旧市镇、城区）包括：卡巴讷、莫莱热斯、诺沃、普朗多尔贡、普罗旺斯地区圣雷米、韦基耶尔。

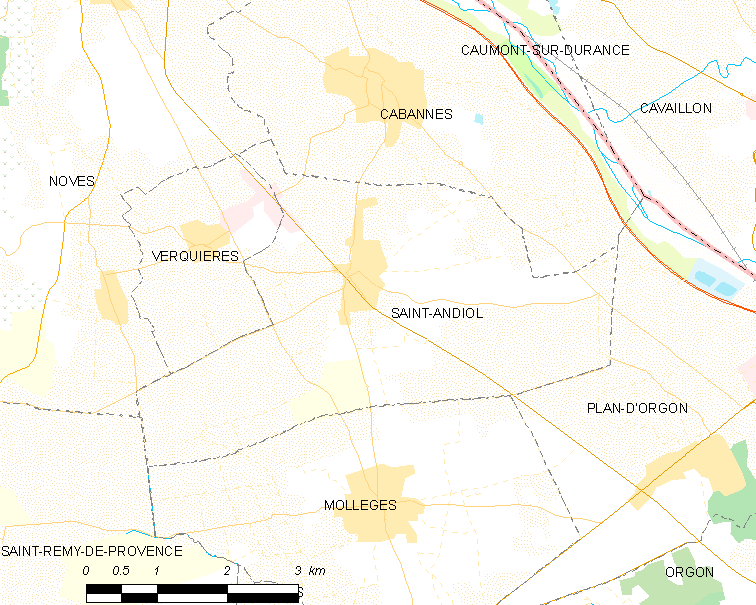
圣昂迪奥勒的OSM定位图

圣昂迪奥勒的时区为UTC+01:00、UTC+02:00（夏令时）。

## 行政
圣昂迪奥勒的邮政编码为13670，INSEE市镇编码为13089。

## 政治
圣昂迪奥勒所属的省级选区为沙托勒纳尔县。

## 人口

1962-2008年间圣昂迪奥勒人口变化图示

圣昂迪奥勒于2022年1月1日时的人口数量为3369人。